# Japansk film
Japansk film (映画; eiga) har producerats i över 100 år. Den första filmen som producerades i Japan var Geisha no teodori (芸者の手踊り) från juni 1899. Dock har en stor del av de äldsta filmerna gått förlorade, bland annat genom Stora Kanto-jordbävningen 1923, andra världskriget och det fuktiga japanska klimatet.
Internationellt har japansk film främst kommit att representerats av filmskaparen Akira Kurosawa, monsterfilmer (Godzillaserien med flera) och animerade filmer i en i landet utvecklad stil, anime.
Samurajfilmer som utspelar sig i det förmoderna Japan är en speciell undergenre från Japan. Filmer som De sju samurajerna var inspirerade av amerikanska westernfilmer, och påverkade i sin tur westerngenren (som när en amerikansk westernnyinspelning gjordes av De sju samurajerna betitlad 7 vågade livet).
Under sena 1990-talet och början på 2000-talet fick skräckfilmer som Ringu och Förbannelsen - The Grudge stor uppmärksamhet och amerikanska nyinspelningar gjordes på en del av dem.

## Genrer inom japansk film

### Chambara
Chambara är ett onomatopoetiskt ord, och syftar på filmer som innehåller mycket svärdsfäktning. Ordet är en förkortning av chanchan-barabara som är ljudet som uppstår då två svärdsklingor möts.

### Gendaigeki
(現代劇)
Dramafilmer som utspelar sig i nutid.

### Jidaigeki
(時代劇)
Jidaigeki kallas de historiska dramer som utspelar sig under Tokugawaperioden. I dessa filmer syns ofta samurajer. Chambara-filmerna tillhör denna kategori. 

### Kaidan Eiga
(怪談映画) 
Ordet betyder ungefär spökhistoriefilm, och spökena i dessa filmer är mycket ofta kvinnliga spöken.
Kända exempel på filmer i denna genre är Kwaidan, Trappan, av Masaki Kobayashi, som baseras på Lafcadio Hearns bok med samma titel, och Ugetsu monogatari, Sagor om en blek och mystisk måne efter regnet av Mizoguchi Kenji.

### Kaiju Eiga
(怪獣映画) 
Kaiju Eiga - ordagrant "monsterfilm" - är den japanska termen för filmer med jättemonster, kaiju. Ett vanligt inslag i dessa filmer är scener där monstren stampar ner Tokyos byggnader. Till de mer kända jättemonstren hör Godzilla, Gamera, King Ghidorah och Mothra. 

### Meiji Mono
Filmer som utspelar sig under Meiji-eran i Japan.

### Pinku Eiga
(ピンク映画)
Japanska sexploationsfilmer. Genren hade sin höjdpunkt under 1970- och 1980-talen.

### Shomingeki
Filmer som utspelar sig i den samtida medelklassen. Filmer av Ozu Yasujirō och Naruse Mikio brukar räknas till genrens viktigare företrädare.

### Tokusatsu
(特撮)
Termen kommer av begreppet tokushu satsuei (特殊撮影) som betyder specialeffekter, och används om filmer och tv-serier som innehåller mycket specialeffekter. Utanför Japan används ordet främst om japanska superhjälteserier, som Ultraman och Kamen Rider.

### Yakuza Eiga
Filmer som utspelar sig i yakuza-miljö,  det vill säga bland japanska gangstrar och hasardspelare. Berömda regissörer som verkat i denna genre är Takashi Miike, Seijun Suzuki, Kinji Fukasaku och Takeshi Kitano.

### Yokai Eiga
(妖怪映画 ) 
Filmer i den här genren, som kan översättas med "spökfilm", karaktäriseras av att de innehåller mycket övernaturliga fenomen.

### Dokyumentarii
(ドキュメンタリー ,  記録映像)
När USA:s ockupation var över 1952, så hade redan japanska dokumentärfilmare börjat producera ett rikt och varierat utbud. Under de sextio åren sen krigsslutet kom filmskapare som Matsumoto Toshiō, Imamura Shōhei, Susumu Hani, Shinsuke Ogawa, Hara Kazuō och Naomi Kawase att få fram något av ett nytt minne och en ny medvetenhet.